# Herbert Müller (Volkswirt)
Herbert Müller (* 15. Juni 1940; † 19. März 2021) war ein deutscher Volkswirt.

## Leben
Nach der Diplomprüfung in Betriebswirtschaftslehre 1965 (Goethe-Universität) und der Promotion in Volkswirtschaftslehre 1969 (Universität Gießen) war er in der volkswirtschaftlichen Abteilung einer Bank sowie als wissenschaftlicher Assistent und Akademischer Rat an der Universität Gießen (1969–1972) tätig. Die Berufung zum Universitätsprofessor an die Universität Gießen erfolgte 1973.
Seine Forschungsschwerpunkte waren monetäre Makroökonomik und Umweltökonomik.

## Schriften (Auswahl)
- Die Geldnachfragefunktion. Theorie und Test. Gießen 1969, OCLC 715047518.
- Stabilitätskultur in der Währungsunion. Gießen 1995, OCLC 612986878.
- Umweltpolitik in der Europäischen Union: die Öko-Audit-Verordnung. Gießen 1996, OCLC 76123689.
- Output-, Preis- und Reallohnlücke als konzeptionelle Grundlagen der Stabilitätspolitik. Gießen 1996, OCLC 76094044.